# 이름 모를 소녀
이름 모를 소녀는 1974년 공개된 대한민국의 영화이다.

## 배역
- 정소녀
- 신영일
- 허장강
- 고영수
- 김남일
- 박경주
- 조덕성
- 최성관
- 윤일주
- 박용팔
- 김대현
- 정규영
- 채정애
- 문지숙